# Plusidia valdepallida
Plusidia valdepallida är en fjärilsart som beskrevs av Embrik Strand 1917. Plusidia valdepallida ingår i släktet Plusidia och familjen nattflyn. Inga underarter finns listade i Catalogue of Life.